# Rey de Asia

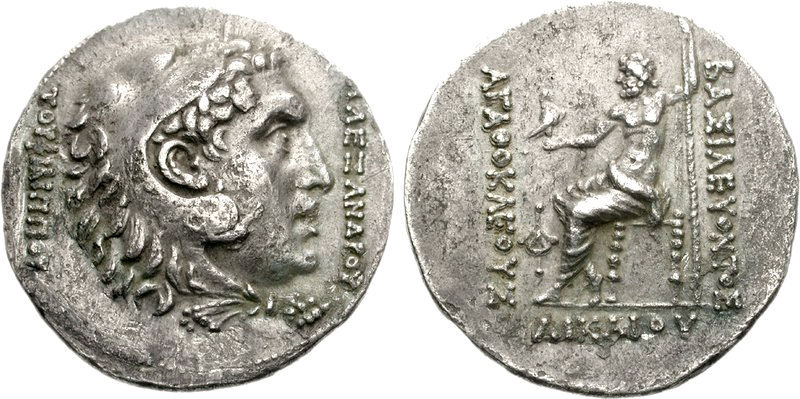
Moneda conmemorativa del rey indogriego Agatocles para Alejandro Magno, 190–180 a. C.

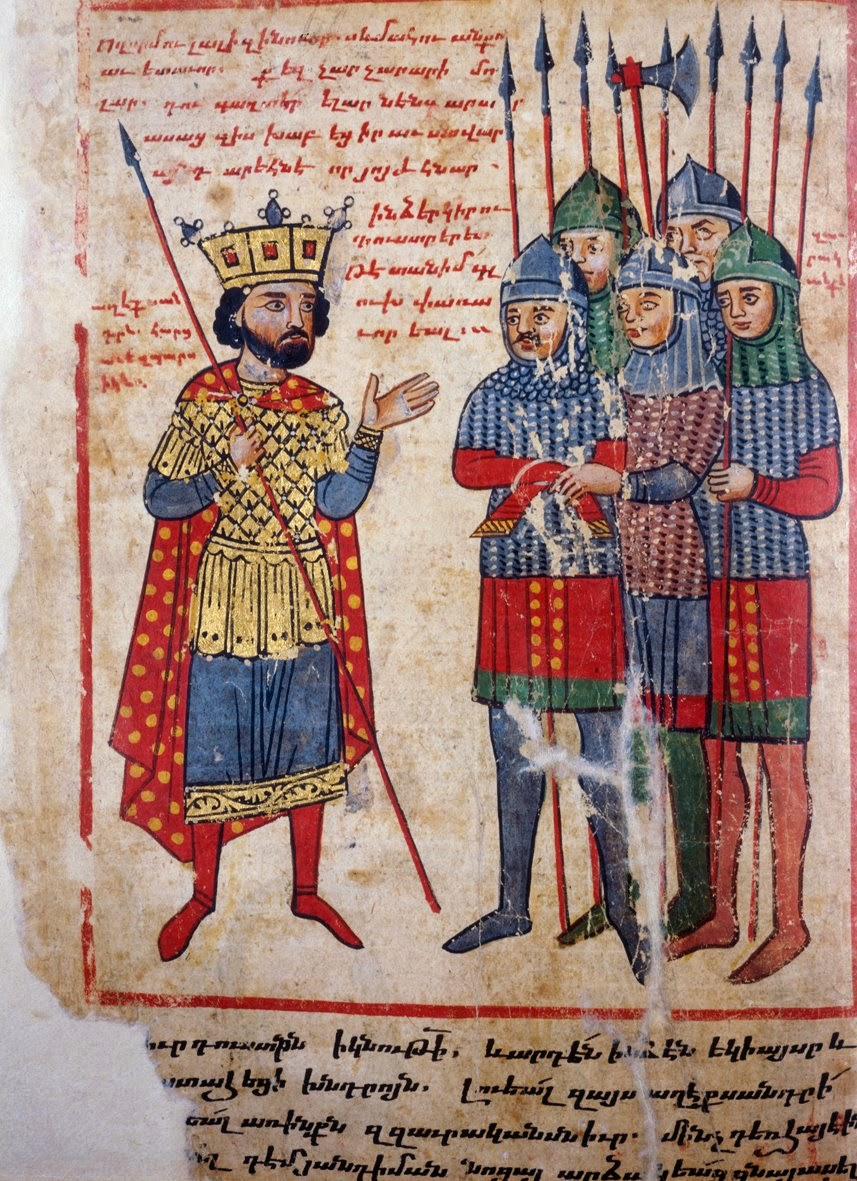
Alejandro Magno y su ejército en atuendo armenio. Manuscrito armenio del Romance de Alejandro,.

Rey de Asia (en griego antiguo: Κύριος τῆς Ἀσίας, romanizado: Kýrios tēs Asías, lit. 'Señor de Asia') es un título creado para Alejandro Magno después de su victoria en la batalla de Gaugamela en el año 331 a. C.

## Historia
Tras su victoria sobre Darío III en la batalla de Gaugamela en 331 a. C., Alejandro fue coronado rey de Asia durante una suntuosa ceremonia celebrada en Arbela. Después de la muerte de Alejandro en Babilonia en 323 a. C., este título pasó a sus legítimos sucesores, su medio hermano Filipo III y su hijo póstumo Alejandro IV. Dos miembros de la dinastía antigónida, Antígono I y su hijo Demetrio I, que tenían como objetivo restaurar el imperio de Alejandro en Asia y controlaban vastos territorios en Anatolia y Siria, obtuvieron este título en 306 a. C. Después de su derrota en la batalla de Ipsos en 301 a. C., y ante el aumento resultante en el poder de los Ptolomeos y los Seleucos (diádocos), el título de «Señor de Asia» cayó en desuso.

## Lista de los Señores de Asia
- Alejandro Magno (331–323 a. C.)
- Filipo III de Macedonia (323–317 a. C.)
- Alejandro IV de Macedonia (317–309 a. C.)
- Antígono I Monóftalmos (306–301 a. C.)
- Demetrio I de Macedonia (306–301 a. C.)